# 纳撒尼尔·韦斯特
纳撒尼尔·韦斯特（英文：Nathanael West，1903年10月17日—1940年12月22日）本名纳森·温斯坦（英文：Nathan Weinstein），美国作家、编剧，他出生於纽约一个犹太人家庭，双亲均为来自立陶宛的犹太移民。1930年开始创作，1932年帮威廉·卡洛斯·威廉斯编辑《联系》杂志，1933年起为好莱坞写剧本。1940年死于车祸。

## 生平
韦斯特的父亲马克斯·温斯坦属于中上阶层，为避沙皇征兵而移民美国，很快凭借建筑承包致富。韦斯特母亲是贵族。韦斯特从小学会了德语，与许多艺术家都有交往。十岁他就开始读托尔斯泰的作品。韦斯特不喜欢上学，乐于跟好友漫游纽约，常去中央公园。1926年，他按霍勒斯·格里利的建议将名字改为纳撒内尔·韦斯特，决心成为作家。家境富裕的韦斯特在纽约市西北部富人区长大，先后就读与德·威特·克林顿中学、塔夫茨大学，后来辍学。后进罗得岛州布朗大学学习哲学。大学时韦斯特接触了艾兹拉·庞德、T·S·艾略特、乔伊斯、格特鲁德·斯泰因及詹姆斯·布兰奇·卡贝尔的作品。1924年大学毕业后赴巴黎，成为“流放者”的一员。
韦斯特在巴黎呆了两年，由于父亲的行业不景气无法负担他的生活费而只得回国。巴黎的经历让他浸染了天主教神秘主义和法国超现实主义的影响。回国后他在父亲手下干了一段时间，1927年成为一家旅馆的助理经理，1928年成为苏顿旅馆经理，结识了欧斯金·考德威尔、詹姆斯·托·法雷尔等作家。
1931年他在卡洛斯·威廉斯帮助下出版了第一部长篇小说《鲍尔索·斯奈尔的梦幻生活》。同年离开旅馆业，开始写作《寂寞芳心小姐》，1933年出版。1923-1933年任《联系》和《美国史料》编辑。1933年在20世纪福克斯上了几个月班，1935年重回好莱坞写剧本。1935年发起“全美作家代表大会”，与考德威尔、法雷尔、马尔科姆·考利等人一起声援左翼阵营。次年11月在旧金山参加美国西部作家大会，发表《造成大众神经错乱的人们》的演讲，西班牙内战中支持共和政府，曾因参加纠察队而被拘留。1939年出版了第四部长篇《蝗灾之日》。
1940年4月与艾琳·麦肯尼结婚，并投奔哥伦比亚电影公司。12月夫妇二人从墨西哥度假归来，遭车祸遇难。

## 创作
第一部小说《鲍尔索·斯奈尔的梦幻生活》中，韦斯特运用了超现实主义的写法。他喜欢在小说里描写变化，斯奈尔面前不断变幻的形体真实的再现出他的梦境。他第一次见到迈克吉妮小姐时，她是个苗条小姑娘，当他抱住她后，感到她像花呢衣服，睁开眼睛后她又变成一个中年妇女。故事结尾迈克吉妮变了回来，眼睛却仍属于那个中年妇女。
韦斯特有着基督情结，将基督教信仰与性爱与暴力融合在一起。当寂寞芳心小姐与人谈情说爱时，竟然将基督教与方尖碑形物体相联系，说它好像男性生殖器。另外他还将基督教与海、蛇、鱼等形象相联系，暗指人的性本能。小说传达了大萧条时期纽约下层人民的无助与无望。
《蝗灾之日》中预先安排好莱坞晚会、梦想家们住的便宜而宽敞的房子、用赛璐璐做成的武器进行的战斗、葬礼等场景，人物通过这些形象与主题相连，组织结构的技法较之前的作品有了发展。